# آشپزی ترکمنی

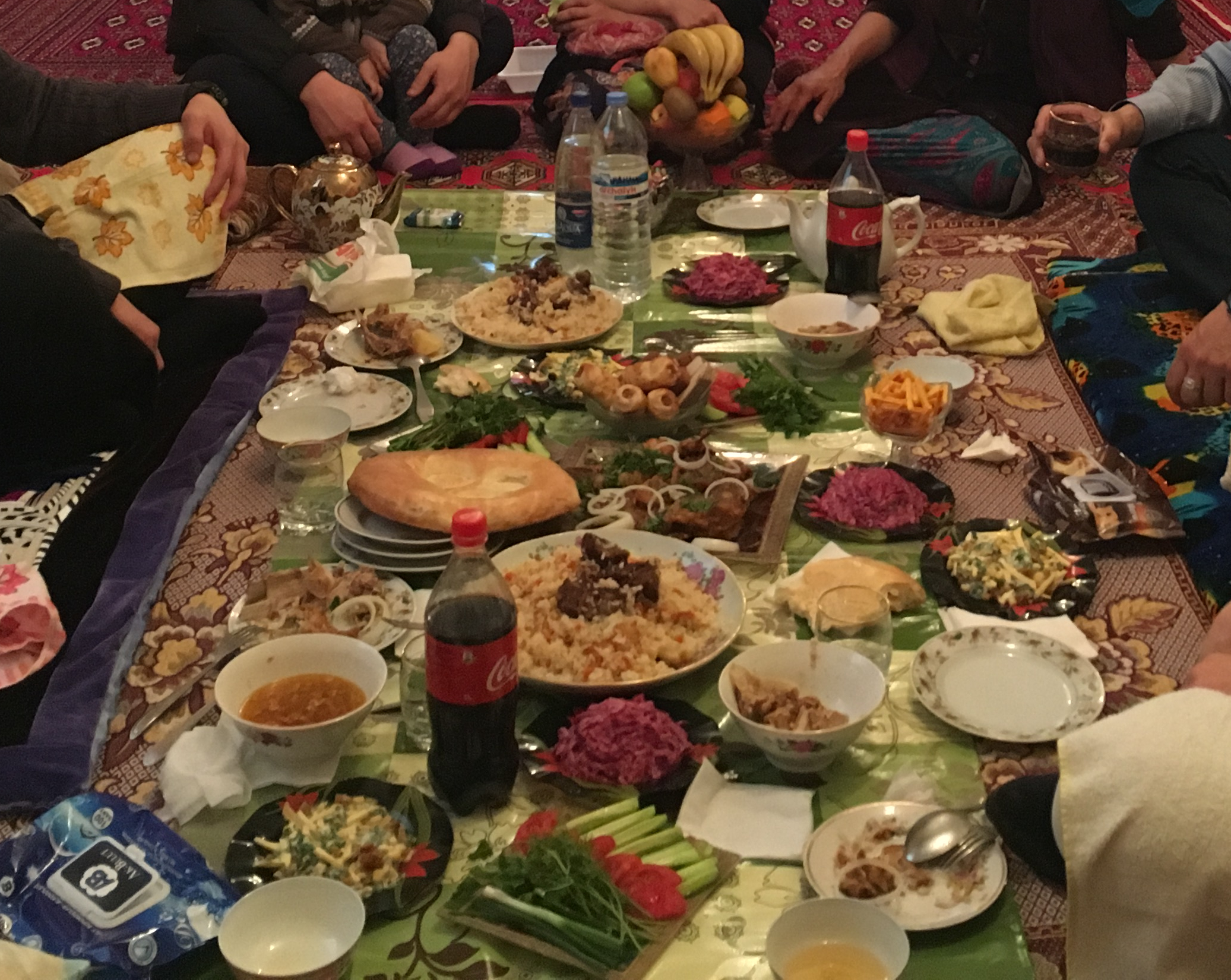
ناهار یک جشن ترکمنی که روی یک ساچاق (رومیزی ترکمنی) گذاشته شده است.

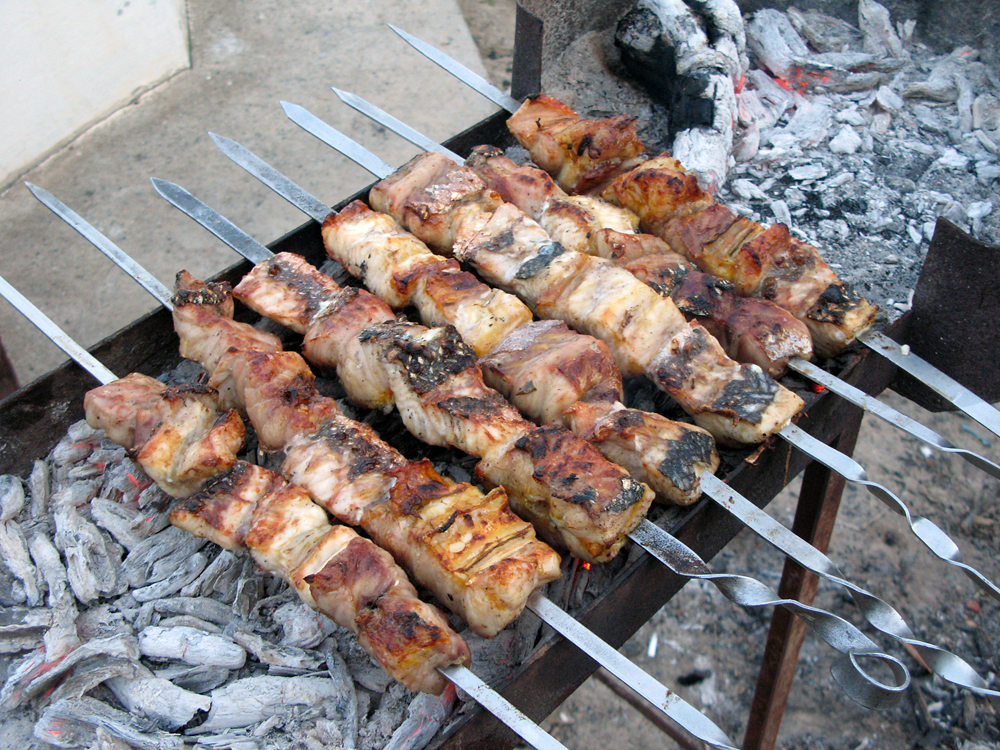
کباب ماهی خاویاری

آشپزی ترکمنی، شبیه آشپزی بقیه آسیای مرکزی است. فرهنگ عشایری ترکمن حول محور دامداری، به‌ویژه گله‌داری گوسفند می‌چرخد و بر این اساس، غذاهای ترکمنی به دلیل تمرکز بر گوشت، به‌ویژه گوشت گوسفند و بره مورد توجه قرار گرفته است. یک منبع اشاره می‌کند،
گذشته عشایری ردپای بسیار قابل توجهی در غذاهای ترکمن به جای گذاشته است - اساس رژیم غذایی گوشت است: بره، گوشت غزال، شتر، ماکیان وحشی و مرغ. گوشت گاو خیلی کمتر مصرف می‌شود چون این غذا خیلی بعدتر دیرتر سر سفره ظاهر شد، ترکمن‌ها اصلاً گوشت اسب نمی‌خورند.
در آشپزی ترکمنی معمولاً از ادویه‌های دیگری به جز نمک و فلفل سیاه استفاده نمی‌شود و غذاها به‌طور معمول با مقادیر زیادی روغن پنبه دانه پخته می‌شوند.